# Esfendadates II Camsaracano
Esfendadates I Camsaracano (em armênio/arménio: Սպանդարատ Կամսարացան; romaniz.: Spandarat Kamsarakan) foi um nobre armênio do começo do século V, ativo sob o xá Vararanes V (r. 420–438). Nesse tempo, foi um dos nobres que peticionaram por novo católico depois da deposição de Isaque I, o Parta (r. 387–428). Esfendadates esteve entre aqueles que queriam a renomeação de Isaque.

## Nome
O antropônimo Spandarat se liga ao parta *Spandadāt(a-) e Spanddātak [spndtk], o iraniano antigo *Spanta-dāta-, o avéstico Spəṇtā- [Armaiti-/Mainiiu-] e Spəntōdāta-, o persa médio Spanddād, o persa novo Isfandiar (Isfandyār) do Xanamé, o árabe Isfandyadh, o báctrio Ασπανδολαδο (Aspandolado), o sodiano Espandat, o aramaico Spntdt e o grego Σφενδαδάτης (Sfendadates).